# ليرناروت (آراغاتسوتن)
مدينة ليرناروت (بالإنجليزية: Lernarot)‏ هي إحدى المدن التابعة لمقاطعة آراغاتسوتن في أرمينيا. يقدر عدد سكانها بـ 486 نسمة حسب الإحصاء الذي جرى عام 2011.